# Dan Ito
Dan Ito (伊藤 壇 Ito Dan?), född 3 november 1975 i Hokkaido prefektur, är en japansk före detta fotbollsspelare.
Ito började sin karriär 1998 i Brummell Sendai (Vegalta Sendai). 